# 欠食児童
欠食児童（けっしょく じどう）とは、家庭の経済的困窮により、十分に食事を与えられていない子供のことである。
日本では、特に学校へ弁当を持参できず食生活に問題を抱える子供を指して用いられることが多い。また、狭義ではそうであるが、広義に捉えれば、まともな食生活を送れないでいる子供、すなわち「欠食児童」は、洋の東西、過去と現在を問わず、世界に数多く存在し、今後も希望的推測が困難な状況にある。
「子どもの貧困」も参照。

## 日本の欠食児童

### 明治維新から第一次世界大戦の戦後恐慌まで
松方財政によるデフレーションで米価が低迷すると、定額金納の地租が農家に大きな負担となり、多くの農家が窮乏化した。貧困のあまり土地を手放して小作人化する者も増えた。松方財政以降、農村は慢性的な貧困状態に陥り、子供の食事を十分に用意できない農家が多く存在することとなった。
当時の日本は現在でいう新自由主義的な社会であり、農村の貧困は地主に土地を集積させ、彼らの資本は株式などの投資に向けられ、農村は出稼ぎ青年労働者、綿織物業等に従事した女性労働者に代表されるように低賃金労働力の供給源となったため、国家としても貧困状態を改善する意欲が乏しかった。
欠食児童の多くは、弁当の時間になると校庭に所在無げに集まり、同級生の食事の時間が過ぎ去るのを、じっと待つことが多かった。学校によっては教師の判断により、「家に帰って食事をしてくる」という美名の下に、児童を学校から一時帰宅させた。また学校によっては、教室内での弁当の窃盗紛失事件が問題となった。

### 世界恐慌から第二次世界大戦まで
世界恐慌後、欠食児童問題は悪化し、1927年（昭和2年）以降は徴兵検査不合格者が3割を超えるようになる。さらに1930年（昭和5年）に発生した昭和恐慌に続き、1934年（昭和9年）に発生した東北凶作によって農村は大打撃を受け、東北地方を中心に各地で欠食児童が深刻な社会問題となった。同年10月時点で岩手県内の欠食児童は24000人、宮城県内でも7500人から10000人に達し、時間の経過とともに事態は悪化した。
1940年（昭和15年）には配給制に移行し給食が奨励されるようになったが、この頃になると戦争激化で給食にする食料自体が不足していた。

### 終戦から安定成長期まで
戦後の食糧難は深刻を極め、1945年（昭和20年）の東京の上野駅付近での餓死者は1日平均2.5人で、大阪でも毎月60人以上の栄養失調による死亡者を出した。1947年（昭和22年）には法律を守り、配給のみで生活しようとした裁判官山口良忠が餓死するという事件も起きている。ほとんど全ての食糧を統制物資とした食管制度のもとでは、配給以外の食糧を食べることは即ち違法行為だったのである。しかし一般の人々は、満員列車に乗って農村へと買出しに出かけ、米やサツマイモを背負って帰った。だが、十分な食糧が得られたわけではなかった。また、占領軍の主体となったアメリカにより援助があったものの、食糧不足の解決は難しく配給の遅配が相次ぐ事態となっていた。戦前一部行われていた学校給食も食糧事情悪化のために中断され、そのため食糧を生産していない都市部を中心に、欠食児童は多く存在した。
そのようななか、1946年（昭和21年）からララ物資として、小麦粉（メリケン粉）や砂糖、脱脂粉乳や缶詰といった救援物資が送られ、1947年（昭和22年）から1951年（昭和26年）まではガリオア・エロア資金の資金援助で小麦粉などの食糧が大量に輸入された。この食糧により戦時中中断されていた学校給食が、1946年（昭和21年）12月に、東京都、神奈川県、千葉県で試験的に再開され、1947年（昭和22年）1月から主要都市の児童に学校給食が開始、徐々に全国的に学校給食が再開される。1954年（昭和29年）には学校給食法ができ、高度経済成長を経て日本が名実ともに先進国の仲間入りをして以降は、空腹の子どもたちの存在は忘れられ、欠食児童という言葉は死語となりつつあった。

### バブル崩壊後
ところが、21世紀に入り小泉内閣の聖域なき構造改革が実施されると、日本社会に格差社会と貧困が再び広がり、家庭で満足な食事が摂れず、長期休暇の期間中は飢えの危険に晒されるような児童が増えている。実際に戦後一貫して減り続けたエンゲル係数は2005年（平成17年）以降は上昇するようになり、こども食堂が流行語になったほか、2022年（令和4年）以降は地球規模で食品価格の暴騰が顕著になり、この問題に拍車をかけている。

## 世界の欠食児童
世界では、前世紀に引き続いて21世紀初頭（あるいは、2000年代初頭）の現在でも、アフリカを中心に多くの開発途上国で食糧不足の問題が深刻化しており、日本で言うところの「欠食児童」に相当する子供は数多く存在している。特に、ソマリア、スーダン、エチオピアなどの後発開発途上国の食糧不足は深刻である。これらの国々ではほぼ例外なく人口が急増しており、将来の見通しも明るくない。世界から欠食児童がいなくなる日はまだ当分訪れそうにないのが現状である。
新自由主義政策を行った韓国も日本と同様、比較的経済が発展しているにもかかわらず、貧困家庭の欠食児童が社会問題となっている。